# Loudetia
Loudetia is een geslacht uit de grassenfamilie (Poaceae). De soorten van dit geslacht komen voor in tropisch en zuidelijk Afrika, op het eiland Madagaskar, op het zuidelijke deel van het Arabisch schiereiland en in tropisch Zuid-Amerika.

## Soorten
- Loudetia angolensis C.E.Hubb.
- Loudetia annua (Stapf) C.E.Hubb.
- Loudetia arundinacea (Hochst. ex A.Rich.) Hochst. ex Steud.
- Loudetia cerata (Stapf) C.E.Hubb.
- Loudetia coarctata (A.Camus) C.E.Hubb.
- Loudetia cuanzensis Lubke & Phipps
- Loudetia demeusei (De Wild.) C.E.Hubb.
- Loudetia densispica (Rendle) C.E.Hubb.
- Loudetia echinulata C.E.Hubb.
- Loudetia esculenta C.E.Hubb.
- Loudetia filifolia Schweick.
- Loudetia flammida (Trin.) C.E.Hubb.
- Loudetia flavida (Stapf) C.E.Hubb.
- Loudetia furtiva Jacq.-Fél.
- Loudetia hordeiformis (Stapf) C.E.Hubb.
- Loudetia jaegeriana A.Camus
- Loudetia kagerensis (K.Schum.) C.E.Hubb.
- Loudetia lanata (Stent & J.M.Rattray) C.E.Hubb.
- Loudetia migiurtina (Chiov.) C.E.Hubb.
- Loudetia phragmitoides (Peter) C.E.Hubb.
- Loudetia pratii Jacq.-Fél.
- Loudetia simplex (Nees) C.E.Hubb.
- Loudetia tisserantii C.E.Hubb.
- Loudetia togoensis (Pilg.) C.E.Hubb.
- Loudetia vanderystii (De Wild.) C.E.Hubb.